# 19226 Peiresc
19226 Peiresc (1993 RA8) là một tiểu hành tinh nằm phía ngoài của vành đai chính được phát hiện ngày 15 tháng 9 năm 1993 bởi E. W. Elst ở Đài thiên văn Nam Âu. Nó được đặt theo tên French scientist Nicolas-Claude Fabri de Peiresc (1580–1637).